# La Martiniquaise
La Martiniquaise est une entreprise française spécialisée dans la fabrication et la distribution de vins et spiritueux détenue par la Compagnie financière européenne de prises de participation (COFEPP). C'est le second groupe français dans le secteur des spiritueux (whisky, vodka, rhum...), derrière Pernod Ricard. Il est leader mondial dans la vente de vins de porto.

## Historique
La Martiniquaise est créée en 1934 par Jean Cayard,. Elle importe du rhum des Antilles,.
Jean Cayard invente en 1956, la marque de vins de Porto : Porto Cruz, puis, en 1970 la marque de scotch whisky : Label 5,. L'entreprise se développe fortement dans les années 1960 en même temps que la grande distribution,.
Dans les années 1980, le fils du fondateur, Jean-Pierre Cayard, prend les commandes du groupe.
En 1993, La Martiniquaise achète 66 % de la société Bardinet, leader en rhums et cocktails avec les marques Negrita, Dillon et Old Nick,. Mais à la manière de Pernod Ricard, le marketing et la direction commerciale de Bardinet et La Martiniquaise restent séparées. Six ans après, une tentative de fusionner Bardinet avec Marie Brizard échoue.
En 2003, le groupe achète l'activité calvados de Pernod Ricard. La même année, le rhum Saint-James est acquis à Rémy Cointreau.
En 2006, la branche spiritueux du groupe Didot-Bottin, soit la Compagnie de Fougerolles (Grandes distilleries Peureux et distilleries Jean Gauthier), est rachetée. Peureux est le premier producteur mondial d'eaux-de-vie de fruits.
En 2009, La Martiniquaise acquiert la branche spiritueux de Boisset avec les marques Duval, Casanis, L'Héritier-Guyot, St Raphaël, Valauria et Aveze, ainsi que de leur filiale en Belgique, Bruggeman, leader belge du genièvre,,. Cette même année, la société Bardinet et La Martiniquaise s'unissent pour former une nouvelle entreprise sur le marché des Cafés Hôtels Restaurants (CHR) : la Bardinet La Martiniquaise Distribution (BLMD). Désormais cette union possède également des marques telles que Poliakov ou Label 5.
En 2010, le groupe tente de racheter Marie Brizard avant de renoncer,. À la fin de la même année, l'entreprise fusionne deux de ses filiales pour créer Slaur Sardet dédiée principalement aux marques de distributeur (MDD),,.
En 2011, l'entreprise achète Quartier français Spiritueux (dont Victor-Fauconnier) à Tereos,. Ce qui lui permet de devenir leader des apéritifs sans alcool (Blancart, Palermo, Mister Cocktail et d'Artigny,) et d'acquérir des rhums avec, par exemple, la distillerie Rivière du Mât à La Réunion et de renforcer son réseau de filiales européennes avec la société italienne Dilmoor. Fin 2011, l'autorité de la concurrence oblige le groupe à revendre les marques de rhum La Mauny, Trois Rivières et Charrette,,. Les deux premières sont revendues au groupe Chevrillon en 2012 et la troisième au groupe Chatel en 2013.
En 2014, le groupe renforce sa position aux Pays-Bas avec l'acquisition des marques de genièvre Olifant et Goblet et du leader du Brandy Dujardin à la société Wenneker. La même année, il rachète un caviste sur internet : Wineandco.
En 2015, Gran Cruz fait l'acquisition de la Quinta de Ventozelo, une quinta (pt) de 400 hectares dont les origines remontent au XVIe siècle.
En novembre 2018, La Martiniquaise annonce l'acquisition de la marque de whisky Cutty Sark implantée à Edrington (Glasgow). La même année, elle achète la marque de vins effervescents et vermouths italienne Perlino,.
À partir de l'année 2015, le groupe commence sa montée au capital de Marie Brizard Wine & Spirits (MBWS). En 2019, l'autorité de la concurrence autorise le contrôle de MBWS mais l'oblige à vendre la marque de vins porto Pitters et celle de téquila Tiscaz. En 2021, l'entreprise détient, après plusieurs soutiens financiers de sa part (avances de trésorerie et augmentations de capital),,, plus de 70% du capital de MBWS,,,,,,.

## Activité
Le groupe vend principalement des spiritueux, mais également des vins et des boissons non alcoolisées, dans la grande distribution sous ses propres marques ou sous marques de distributeur (MDD). Il est de même présent sur le marché des Cafés Hôtels Restaurants (CHR).
En 2010, La Martiniquaise est le principal fabricant de spiritueux de MDD en France. La même année le groupe exporte 25 % de son chiffre d'affaires et détient 16 % de parts de marché des spiritueux en valeur en France.
C'est le second groupe français dans le secteur des spiritueux, derrière Pernod Ricard. Il est aussi le numéro un mondial dans la vente de vins de Porto et madère et leader en France en calvados et armagnac. 
En 2019, le groupe détient 45 % des parts de marché en volume des scotchs blends dans la grande distribution en France, ainsi que 58 % sur la vodka.

### Filiales
- Bardinet
- Bourdouil
- Bruggeman
- Distillerie Busnel, à Cormeilles (Eure)
- Ducastaing
- First Blending Company
- Glen Moray Limited
- Gran Cruz
- Grandes distilleries Peureux
- Justino Henriques
- Repaire de Bacchus

### Liste des marques exploitées par le groupe
La Martiniquaise détient les marques suivantes :
- Rhum :
  - La Martiniquaise
  - Negrita
  - Dillon
  - Old Nick
  - Depaz
  - Saint-James

- Pastis :
  - Casanis
  - Duval
  - Anis Gras

- Whisky :
  - Label 5
  - Glen Turner
  - Old Virginia
  - Sam Barton
  - Sir Edward's

- Porto :
  - Porto Cruz

- Vodka :
  - Poliakov

- Liqueur de gentiane :
  - Avèze

- Gin :
  - Gibson's

- Muscat :
  - Dauré
  - Olympio

- Tequila :
  - Tiscaz

- Cognac :
  - Courcel

- Armagnac :
  - Ducastaing
  - Saint-Vivant

- Calvados :
  - Busnel
  - Préaux

- Punch :
  - Old Nick

- Jus de fruits
  - Caraïbos[52]

À travers la COFEPP, le groupe possède par ailleurs une participation dans Marie Brizard Wine & Spirits.

### Chiffres clés
|                                          | 1974 |  | 1992 |  | 1994 |  | 1998 |  | 2005 |  | 2007 | 2008 |  | 2010  |  | 2014 |  | 2018  |
| ---------------------------------------- | ---- |  | ---- |  | ---- |  | ---- |  | ---- |  | ---- | ---- |  | ----- |  | ---- |  | ----- |
| Chiffre d'affaires (en millions d'euros) | 20   |  | 191  |  | 300  |  | 350  |  | 500  |  | 700  | 810  |  | 930   |  | 950  |  | 1 100 |
| Nombre d'employés                        | 202  |  | 149  |  |      |  | 800  |  |      |  |      |      |  | 1 400 |  |      |  |       |